# Ruth Moufang
Ruth Moufang   (Darmstadt, 10 de gener de 1905 - Frankfurt del Main, 26 de novembre de 1977) va ser una matemàtica alemanya.
Filla del químic alemany Dr. Eduard Moufang i Else Fecht Moufang. va estudiar matemàtiques a la Universitat de Frankfurt. Al 1931 va finalitzar el seu doctorat sobre geometria projectiva dirigida per Max Dehn, i l'any següent va fer una estada d'un any a Roma. Tot seguit va tornar a Alemanya a donar classes a la Universitat de Königsberg i la Universitat de Frankfurt. La seva recerca en geometria projectiva va continuar la feina de David Hilbert. Va treballar en estructures algebraiques no associatives, on apareixen els bucles de Moufang, batejats amb aquest nom en honor seu.
Al 1933 Moufang va demostrar que el teorema de Desargue no es compleix en el pla de Cayley. Aquest pla utilitza coordenades octaves que no satisfan la propietat associativa. Aquesta connexió entre la geometria i l'àlgebra va ser estudiada prèviament per Karl von Staudt i David Hilbert. Ruth Moufang va iniciar així una nova branca de la geometria anomenada plans de Moufang.
No va obtenir permís del govern nazi per ensenyar, i va passar a treballar en la indústria privada fins al 1946, concretament al centre de recerca de les empreses Krupp. El 1946, acabada la guerra, va tornar a la universitat, sent la primera professora a la Universitat de Frankfurt.